# The dream Off Penderecki

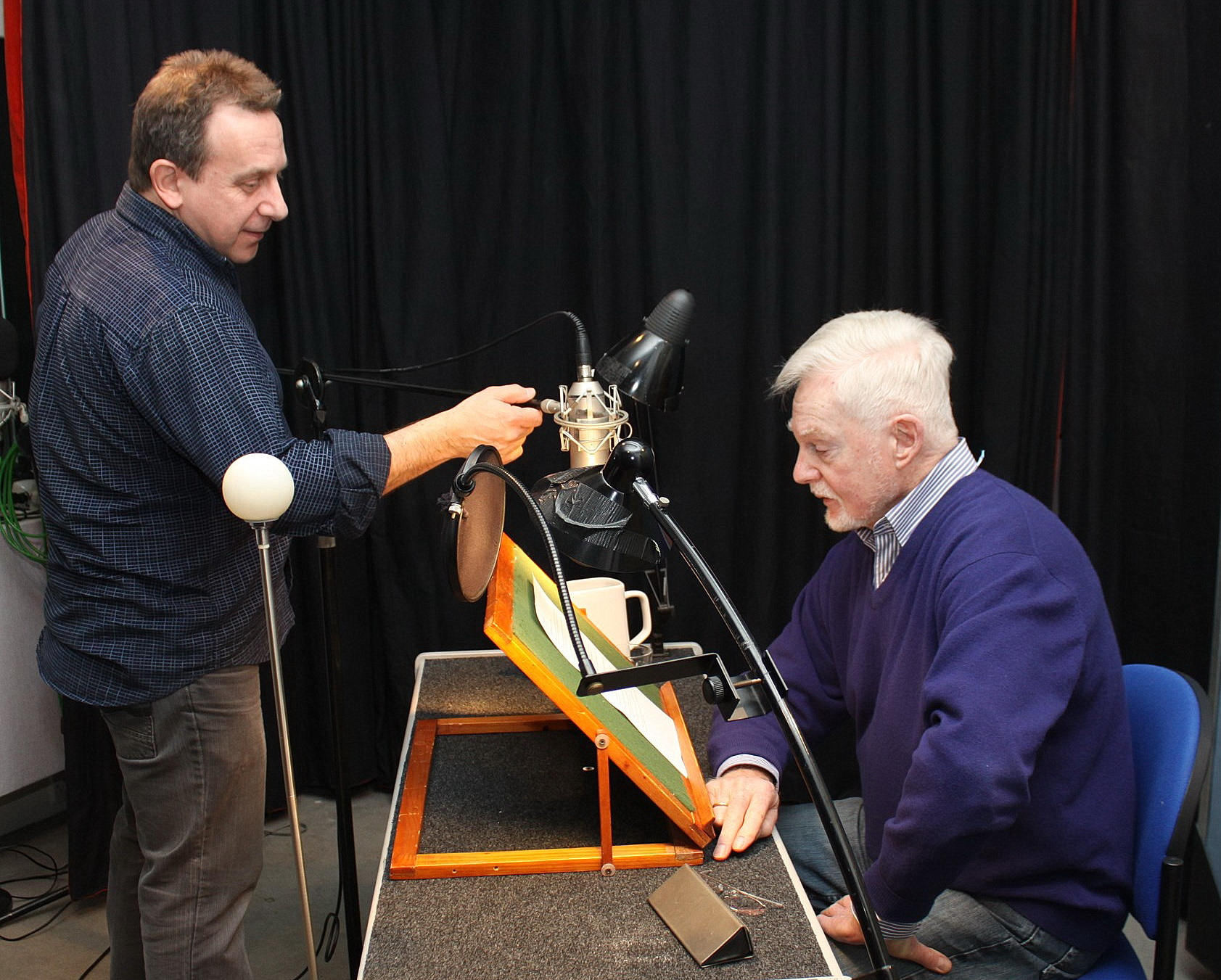
Derek Jacobi podczas sesji nagraniowej do albumu „The dream Off Penderecki” w londyńskim studiu

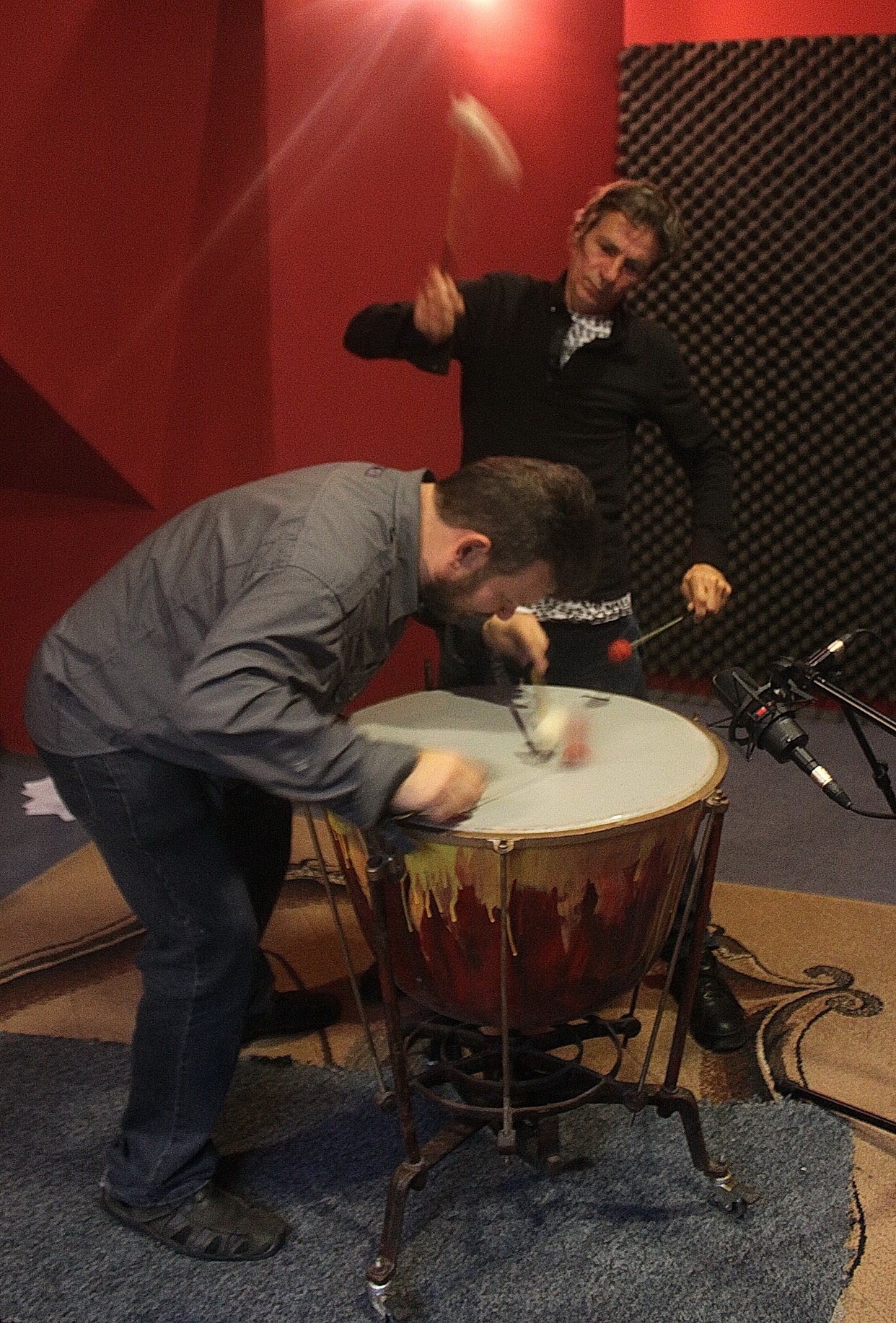
J.Pijarowski & S.Ciesielski w trakcie sesji nagraniowej do albumu „The dream Off Penderecki”

The dream Off Penderecki – album studyjny formacji muzyczno-teatralnej Teatr Tworzenia Jarosława Pijarowskiego, wydany w 2013 roku. Na płycie oprócz muzyków współpracujących na stałe: Józef Skrzek, Jorgos Skolias, Eurazja Srzednicka, Sławomir Ciesielski zagrali i wystąpili także specjalnie zaproszeni goście, m.in. Derek Jacobi, Daniel Olbrychski, Marcelina Sankowska, Tomasz Osiecki, Jakub Marszałek, Waldemar Knade, Bogusław Raatz. Album zarejestrowano w latach 2011–2013 w studiach nagraniowych w Londynie, Warszawie, Bydgoszczy, Krakowie i Józefowie.

## Geneza
Inspiracją całości była kompozycja Krzysztofa Pendereckiego „The Dream of Jacob”, skomponowana dla księcia Rainera III Grimaldiego oraz rodziny książęcej z Monako w 1974 roku. Jarosław Pijarowski przygotowywał i opracowywał całość w latach 2011–2013. W jednym z utworów zgodnie z klasyczną inspiracją z lat 70. XX wieku wykorzystał również fragmenty Biblii (utwór 3). Współtwórcą głównego tematu zatytułowanego: „The dream Off Penderecki” był Józef Skrzek, z którym to w studiu w Warszawie; artyści razem zarejestrowali podstawowe frazy muzyczne docelowo wykorzystane w kilku utworach, a przede wszystkim w głównej kompozycji (utwór 1). Formy wokalne oraz chóralne natomiast zostały zarejestrowane przez Marcina Wolniewicza (utwór 2) i Bogdana Żywka (utwór 4), pozostałe wokale nagrano w studiu Polskiego Radia w Bydgoszczy, Wilk Quality Studio oraz prywatnym studiu nagraniowym w Londynie.

## Premiera
Premiera płyty miała miejsce 17.11.2013 podczas pierwszego dnia uroczystej inauguracji Festiwalu Krzysztofa Pendereckiego z okazji jego 80. urodzin na Zamku Królewskim w Warszawie.

## Lista utworów
1. „The dream of P” – 12:13
2. „Ultima Dies(R.S.V.P)” – 1:26
3. „The Bible Tower” – 4:29
4. „For Whom” – 3:12
5. „The Purgatory” – 8:15
6. „Ultima Dies” – 3:19
7. „In Nomine (Gloria)” – 3:23

bonusy:
1. „The dream of P – The lonely dolphin song” – 12:02
2. „The dream of P – Farewell” – 10:32

## Skład[8]
- Józef Skrzek – minimoog, moog, korg, nord stage 2
- Jerzy „Jorgos” Skolias – śpiew, recytacja (język starogrecki)
- Sławomir Ciesielski – kocioł symfoniczny
- Jarosław Pijarowski – korg, nord stage 2, kocioł symfoniczny, instrumenty progresywne
- Tomasz Osiecki – tanpura, sitar, dilruba
- Marcelina Sankowska – sopran
- Sławomir Łobaczewski – tenor
- Andrzej Borzym – baryton
- Michał Straszewski – bass
- Eurazja Srzednicka – recytacja (język włoski)
- Derek Jacobi – recytacja (język angielski)
- Daniel Olbrychski – recytacja (język polski)

### Gościnnie
- Waldemar Knade – altówka
- Jakub Marszałek – trąbka
- Bogusław Raatz – gitara

## Informacje dodatkowe
- Fragment pierwszego utworu z płyty zatytułowany „The dream of P” został wykorzystany jako ilustracja muzyczna w aplikacji Virtual Reality nazwanej The Abakanowicz Art Room
- Fragment czwartego utworu z płyty zatytułowany „For Whom” został wykorzystany jako ilustracja muzyczna i wypowiedź artystyczna Andrzeja Dragana[9].
- Okładka albumu została zaprojektowana przez J. Pijarowskiego wraz z artystą plastykiem Michałem Zaborowskim.